# Alexz Johnson
 (octobre 2021).
Pour les articles homonymes, voir Johnson.
 (mai 2008).
Si vous disposez d'ouvrages ou d'articles de référence ou si vous connaissez des sites web de qualité traitant du thème abordé ici, merci de compléter l'article en donnant les références utiles à sa vérifiabilité et en les liant à la section « Notes et références ».
Alexz Johnson (née le 4 novembre 1986 à New Westminster, Colombie-Britannique, au Canada), est une chanteuse, auteur-compositrice et actrice canadienne.

## Biographie
Elle a fait ses débuts en tant que comédienne, mais est surtout connue pour avoir gagné le Gemini Award pour le rôle de Jude Harrison dans la série pour ados Ma vie de star, et pour ses performances vocales sur les 4 BO de la série. Elle a été nommée 3 fois pour un Gemini Award, qu’elle a gagné en octobre 2008. Elle est aussi connue pour ses rôles dans Destination finale 3 et So Weird, et pour son interprétation de Saturn Girl dans Smallville.
Alexz Spencer Johnson est née au New Westminster, en Colombie Britannique au Canada, elle est la sixième de dix enfants. Une de ses sœurs est une actrice de théâtre et son frère Brendan est un musicien avec lequel elle collabore souvent.
Dès l’âge de trois ans, Alexz chantait souvent pour sa grande famille. À l’âge de 7 ans, elle prend des cours de chants, participe à des festivals avec la chorale locale, et se produit en solo à l’école. Elle a participé à de nombreux concours et a interprété l’hymne nationale du Canada à l’âge de onze ans qui fut projeté à la télé sur une chaine nationale. C’est cette performance qui lui vaudra le début de son succès grandissant. Dans son pays, elle était souvent considérée comme la « Céline Dion de la côte Ouest » et a interprété l’hymne national lors de match de basket, hockey…
Johnson d’abord inscrit dans des cours de chant à 6 ans et a pris la formation de chant classique (en incluant l’opéra) pendant au moins 8 ans, la plupart de ses leçons sont faites par Joseph Shore (en), un baryton d’opéra de renommée et professeur de musique dans la région de Vancouver. On dit qu’elle est de quatre octaves.
Elle a également montré un intérêt pour l’écriture des chansons, et coécrit une des chansons de So Weird. Après la fin de la série, elle coécrit avec son frère. En 2002, après quelques petits concerts, Alexz se focalise sur sa carrière musicale. Plusieurs maisons de disques lui offrirent des contrats, mais elle a posé quelques conditions, voulant le contrôle de la créativité et garder la main sur l’écriture des chansons.
Quand le site d’Alexz a été mis en ligne aux alentours de 1999-2000, il y avait 2 démos en écoute : Sunshine Reigns et Dream About You (qu’elle a coécrit pour la série So Weird). En 2001, Alexz fit équipe avec la production et auteur-compositeurs-compositeurs-compositeurs-compositeurs-compositeurs de l’équipe de Johnny Elkins et C. J. Vanston et avait un son pop plus bubblegum.
Avec son travail avec C. J. Vanston et Johnny Elkins se terminant aux alentours de 2003, Alexz a fini par travailler avec son frère sur des démos qui montrèrent une nouvelle direction, avec des paroles profondes, une guitare en premier plan et des voix plus fortes. C’était ce type de chansons que comprenait le CD de démos qu’elle envoya aux directeurs de Ma vie de star avec sa cassette d’audition.
Ne se contentant pas de chanter aux évènements caritatifs et aux foires, elle ouvre le « Variety Club Show » en duo avec Bob McGrath (en), et elle se produit pour la Saint Sylvestre à Planète Hollywood alors qu’elle n’a que 12 ans !
Durant l’année 2001, Alexz a travaillé avec World Vision, et avait sur son site officiel une sélection de tee shirt dessinés par elle-même que les fans pouvaient acheter et une partie pour les autographes. Malheureusement, il y a eu des problèmes de production et les tee-shirt ne se vendaient pas. Alexz s’est excusé sur son site et a remboursé toutes les personnes qui avaient commandées. En 2002, elle a joué en première partie lors du dîner de célébrités de Wayne Gretzky et vente aux enchères, qui s’est tenue à Edmonton, en Alberta, pour amasser des fonds pour la charité les enfants Ronald McDonald.
Durant So Weird, Alexz visita le Nashville Kids Fair. Pendant son temps à Nashville, Johnson a fini par rendre visite aux enfants malades dans un hôpital local. Le voyage a été fait dans le cadre d’une sensibilisation par Disney Channel.
En 2002 et 2003, Johnson s’était concentrée sur sa musique, mais a décidé de jouer avec plusieurs organismes de bienfaisance. Elle a travaillé avec David Foster, l’ouverture de ses activités de bienfaisance pour la Fondation David Foster. Après la première partie de la deuxième saison de Ma vie de star sur The N, elle a également fait une annonce de bénévolat dans le but d’aider les victimes de l’ouragan Katrina.
Le 21 novembre 2008, Johnson était un invité spécial de Women in Leadership (une organisation de Vancouver pour promouvoir le rôle des femmes dans les médias) fondation dénommée SuperWomen & Friends – A Red Carpet Gala.
Alexz chantait toutes les chansons que son personnage Jude Harrison, dans Instant Star. Elle a écrit et coécrit 5 des chansons de la première BO, dont 24 Hours (song) (en), Let me Fall, Criminal, Skin, et That Girl. Des chansons qu'elle a écrit quand elle avait 14 ans. Elle n’écrivait pas les chansons des 2 prochaines saisons préférant se concentrer sur l’écriture de son album solo. En revanche Brendan continuait d'écrire les chansons de la série.
Par la suite Alexz a décidé de se tourner vers la comédie, où elle a excellé. Elle auditionna pour des pubs, une émission télévisée « Most Talented Kids »… sans succès apparent. La chance tourna lorsqu’elle auditionna pour la série So Weird, pour leur dernière saison ils étaient à la recherche d’une jeune actrice qui sache également chanter. On lui proposa de suite le rôle après son interprétation. Alexz a commencé à rassembler son « fanclub » en prouvant son talent d’actrice & de chanteuse. Elle a tourné dans 26 épisodes entre 2000 et 2001 et on a pu découvrir de nombreuses chansons tel que : « What You Do », « One In A Million », « Never Give Up », « Cause You’re Watching Over Me », « Push Me, Pull You » et « One In A Million World » en duo avec Mackenzie Phillips.
Alexz a continué avec plusieurs projets de films, dont son rôle d’Angel dans Selling Innoncence et des rôles d’invités dans des séries comme The Chris Isaak Show, Cold Squad et The Collector.
En 2004, Alexz envoie une cassette aux producteurs de Degrassi : La Nouvelle Génération pour leur futur show Ma vie de star. Ils recherchent une ado Canadienne actrice et chanteuse pour jouer le rôle de Jude Harrison. La première cassette d’audition qu’a reçu Stephen Stohn (en), le producteur de la série, était celle d’Alexz, et il était convaincu que c’était exactement la personne qui tiendrait le rôle à merveille.
Après la première saison, Ma vie de star a été nommée pour 3 Gemini Awards dans la catégorie Meilleur programme ou série pour jeunes. Les nominations incluaient : Meilleure Série, Meilleure Performance (Alexz) et Meilleure direction. La série a remporté l’award pour la Meilleure Direction. Le 28 août 2007, la série a reçu trois Gemini Awards supplémentaires, dans la catégorie Meilleure Série ou programme pour jeunes – 2 pour la Meilleure Direction et un pour la meilleure Performance (Alexz dans l’épisode I Fought the Law).
Alexz décida alors d’auditionner pour le rôle de Julie Christension pour le thriller Destination finale 3. Elle s’est présentée à l’audition toute en noire prétendant qu’elle était de mauvaise humeur. C’est ainsi qu’elle obtint le rôle d’Erin Ulmer, un personnage avec une mauvaise attitude. Sa prestation a attiré les louanges de certains critiques, voire d’une (Writing for the Philadelphia Inquirer) qui dit : « Les personnages sont tellement odieux, vous êtes heureux de les voir partir. Exception de deux : le couple goth Ian (Kris Lemche) et Erin (Alexz Johnson). C’est un cynique je-sais-tout, comme Dennis Miller avec les ongles noirs; elle est comme Parker Posey avec le tour des yeux noirs ..
Le 26 août 2008, Alexz est encore nommée pour la troisième fois pour un Gemin Awoard. Le 21 octobre 2008, elle remporte l’awards de la Meilleure Performance dans l’épisode Let It Be.
Alexz continua Ma vie de star pour sa quatrième saison et attendait de revenir pour la cinquième. La série a été interrompue, à la fin de la saison 4, alors que CTV et The N ayant tous les deux des problèmes financiers. Ce mal a permis à Alexz de se concentrer sur sa musique.
Alexz était l’une des finalistes pour tenir le rôle principal dans le remake de Black Christmas et dans le film Brave New Girl basé sur le roman A Mother’s Gift (en), de Britney Spears et Lynne Spears.
Le 15 janvier 2009, Alexz est apparu dans un épisode de Smallville, Legion, en tant que Saturn Girl.
Elle a aussi joué dans Devil’s Diary (en) et Stranger With My Face (en).
La plupart des enregistrements pour le premier album ont été écrits pas Alexz en 2005, mais elle n’avait pas encore trouvé de label pour l’aider à créer et à sortir les chansons. Au début 2006, elle a annoncé qu’elle devait quitter la maison de disques indépendante Orange Records Label (en), qui avait lancé les 2 premières BO de Ma vie de star, en quête de quelque chose à promouvoir en tant qu’artiste et non son homologue fictif Jude Harrison pour Ma vie de star.
Après un showcase à New York, Alexz rencontra plusieurs maisons de disques et producteurs dont Martin Terefe (en), Guy Sigsworth et Marius DeVries. Finalement, Alexz choisit Capitol Records, qui l’autorisa de travailler avec Paul Buckmaster si son frère était le principal producteur de sa création.
En écrivant les chansons de son album, elle a travaillé avec les écrivains anglais Martin Terefe (en) et Sacha Skarbek (en) ainsi que le producteur/auteur-compositeur Brio Taliaferro. Le 25 juin 2007 fait une apparition dans la version canadienne de MTV, où elle confia que toutes ses chansons ont été écrites et enregistrées. Elle avait prévu de trouver un label dans les mois à venir et espérait sortir l’album dans l’hiver.
Le 15 février 2008, elle annonça sur son MySpace, qu’elle avait signé avec Epic Records, en attendant que l’album sorte dans l’automne.
Le producteur de l’album devient Greg Wells (en) après d’Alexz ait été présenté à lui par son frère, Rob Wells (en), un des auteurs-compositeurs de Ma vie de star. Alexz a également travaillé avec le multi-instrumentiste Luis Conte (en) et le légendaire expert en cordes Paul Buckmaster.
Le 11 juin 2008, Epic a posté 5 nouvelles chansons de l’album d’Alexz à venir sur son MySpace. Elle espérait que l’album sortirait en septembre 2009, suivi de tournées à travers l’Europe et l’Amérique du Nord.
Avant l’annonce de la date de sortie de l’album, Epic Records a enlevé Alexz de leur liste d’artiste. Lors du lancement de son site officiel le 11 août 2009, elle publia un mot annonçant qu’epic avec licencié un tiers de ses artistes, et qu’elle faisait partie de ceux-là. En conséquence de ça, elle souhaite faire un album totalement différent indépendamment avec son frère Brendan. Elle dit également qu’elle aimerait que les chansons non sorties de l’album d’Epic Records voient le jour, mais à ce jour, Epic en détient toujours les droits.
Laydee Spence Music sera la compagnie qui permettra à Alexz de sortir sa musique. Après avoir publié la liste des chansons de son album, sur son site officiel, et avoir demandé à ses fans de choisir entre 5 extraits de chansons, le single de l’album Voodoo sera Trip Around The World. La sortie de son album est l'aboutissement de plusieurs années de bataille pour se faire reconnaître en tant qu'auteur compositeur et interprète de ses chansons.

## Filmographie

### Cinéma
- 2005 : Reefer Madness: The Movie Musical : The Arc-ettes
- 2006 : Destination finale 3 (Final Destination 3) : Erin Ulmer

### Télévision
- 2000 - 2001 : Aux frontières de l'étrange (So Weird) (série télévisée) : Annie Thelan
- 2004 : Cold Squad (série télévisée) : Deirdre Spence/Tricia Spence
- 2004 : Le Messager des Ténèbres (The Collector) (série télévisée) : Isabelle Van Sant
- 2004 : The Chris Isaak Show (série télévisée) : Jennifer
- 2004 : Doc (série télévisée) : Ally
- 2004 - 2008 : Ma vie de star (Instant Star) (série télévisée) : Jude Harrison
- 2005 : Sue Thomas, l'œil du FBI (Sue Thomas, FBI Eye) (série télévisée) : Megan
- 2005 : Innocence à vendre (Selling Innocence) (téléfilm) : Angel
- 2005 : Falcon Beach : Une fille à la plage
- 2007 : Devil's Diary (en) (Téléfilm) : Dominique
- 2009 : Smallville (série télévisée) : Imra/Saturn Girl
- 2009 : Le Reflet de mon âme (Stranger with my Face) (Téléfilm) : Laurie Stratton/Lia Abbot
- 2011 : The Listener (série télévisée) : Marissa Patterson
- 2011 : Haven (série télévisée) : Moyra Keegan

## Discographie

### Albums de la sérieInstant Star
- 2005 : Songs from Instant Star
- 2006 : Songs from Instant Star Two
- 2007 : Songs from Instant Star Three
- 2008 : Songs from Instant Star Four
- 2009 : Instant Star: Greatest Hits

### Albums studio
- 2010 : Voodoo
- 2011 : Reloaded (The Demolition Crew Voodoo Remix Collection)
- 2011: The Basement Recordings
- 2012: The Basement Recordings 2
- 2012: Live from the Skipping Stone tour
- 2013: The Basement Recordings 3
- 2014 : Let 'Em Eat Cake
- 2017 : A Stranger Time
- 2017: Live from A Stranger Time
- 2020 : Still Alive
- 2023 : Seasons
- 2025: Salvage